# Homert (Kreis Olpe)
Die Homert ist ein 536,7 m ü. NHN hoher Berg im Südsauerländer Bergland. Er liegt im Sauerland beim Olper Stadtteil Neger im nordrhein-westfälischen Kreis Olpe in Deutschland.

## Geographie

### Lage
Die Homert erhebt sich etwa im Zentrum des Kreises Olpe, im Ostteil des Naturparks Sauerland-Rothaargebirge und im Stadtgebiet von Olpe. Ihr Gipfel liegt 6,5 km nordöstlich vom Zentrum der Olper Kernstadt zwischen den dörflichen Stadtteilen Neger (mit der Ortslage Oberneger) im Westen und Oberveischede im Ostnordosten, die wie der Berg zur Gemarkung des Olper Ortsteils Rhode gehören.
Der nördliche Nachbarberg der Homert ist der Feldberg (556,2 m) und ihr Südostausläufer der Lambertsberg (533,8 m).
In einer nordöstlich der Homert gelegenen Taleinsenkung entspringt im Gelände einer Mülldeponie der Lenne-Zufluss Veischede. Am nordwestlichen Berghang liegt im Übergangsbereich zum Feldberg die Quelle der Neger, ein Zufluss der am Lambertsberg entspringenden Bieke.
Die Kreisstraße 18, die den nahen Biggesee die Ortschaft Neger nördlich passierend mit der südöstlich verlaufenden Bundesstraße 55 verbindet, führt westlich an der Homert sowie an ihren Nachbarn Feldberg und Lambertsberg vorbei.

### Naturräumliche Zuordnung
Die Homert gehört in der naturräumlichen Haupteinheitengruppe Süderbergland (Nr. 33), in der Haupteinheit Westsauerländer Oberland (336), in der Untereinheit Südsauerländer Bergland (336.2) und dessen Teil Südsauerländer Rothaarvorhöhen (3362.5) zum Naturraum Fahlenscheid (3362.51).

## Schutzgebiete
Auf der Homert liegen Teile des Landschaftsschutzgebiets (LSG) Kreis Olpe (CDDA-Nr. 555555098; 1984 ausgewiesen; 265,0307 km² groß). Bis auf den West- und Südhang reichen Teile des LSG Bigge- und Lister-Bergland (Typ A) (CDDA-Nr. 555555272; 1988; 49,1419 km²) und LSG Bigge- und Lister-Bergland (Typ B) (CDDA-Nr. 378680; 1988; 2,9253 km²). Nahe der Homert befinden sich auf dem Südhang des Lambertsbergs Teile des Naturschutzgebiets Griesemert (CDDA-Nr. 555560725; 2013; 80,92 ha).